# Françoise Barré-Sinoussi
Françoise Barré-Sinoussi (sinh 30 tháng 7 năm 1947 tại Paris, Pháp) là một nhà virus học người Pháp. Barré-Sinoussi được biết tới nhiều nhất qua công trình khám phá ra HIV vào năm 1983. Năm 2008 cùng với hai nhà khoa học khác là Luc Montagnier và Harald zur Hausen, Luc Montagnier đã được Viện Hàn lâm Khoa học Thụy Điển trao Giải Nobel Sinh lý và Y khoa vì thành tựu này.

## Tiểu sử
Françoise Barré-Sinoussi bảo vệ bằng tiến sĩ tại Đại học Khoa học Paris (Faculté des sciences de Paris), nay là Đại học Sorbonne, năm 1974 và trở thành nghiên cứu viên tại INSERM từ năm 1975. Năm 1983 cùng với một số nhà khoa học khác, Barré-Sinoussi đã tìm ra HIV, virus gây ra bệnh AIDS. Từ năm 1988 bà chuyển sang nghiên cứu vắc-xin ngừa HIV tại Viện Pasteur Paris. Năm 2008 cùng với hai nhà khoa học khác là Luc Montagnier và Harald zur Hausen, Luc Montagnier đã được Viện Hàn lâm Khoa học Thụy Điển trao Giải Nobel Sinh lý và Y khoa.